# Le Triomphant (S616)
Pour les autres navires du même nom, voir Le Triomphant.
Le Triomphant (S616) est un sous-marin nucléaire lanceur d'engins français. Lancé en 1994 et admis au service actif en 1997, il est le navire de tête de la classe Le Triomphant.

## Historique

### Construction

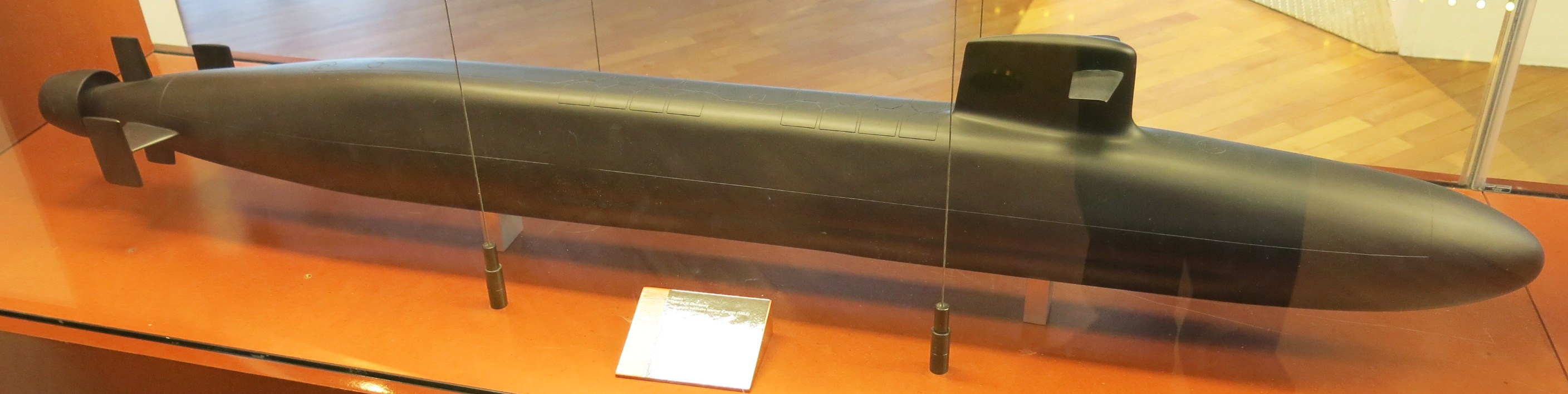
Exposition autour du sous-marin Argonaute à la Villette : maquette du sous-marin le Triomphant.

Premier sous-marin nucléaire lanceur d'engins (SNLE) nouvelle génération, la construction du Triomphant débute le 9 juin 1989 aux chantiers DCN de Cherbourg. Le 13 juillet 1993, et pour la première fois au monde, ce sont 34 robots marcheurs synchronisés par ordinateur qui portent le bâtiment de 138 m de long dans l'eau. Sa construction a généré dix millions d'heures de travail pendant 14 ans et a coûté 10 milliards de francs. L'ingénieur en chef de l'armement Pierre Quinchon, responsable du projet Le Triomphant à partir de 1990, déclare que « le but du Triomphant, c'est d'assurer la dissuasion nucléaire de la France au XXIe siècle,... Il faut être sûr que les sous-marins sous l'eau sont invulnérables donc indétectables, le moyen privilégié de détecter les sous-marins c'est la détection acoustique, ce qu'il faut c'est que le sous-marin ait l'avantage acoustique par rapport à ses adversaires, il fallait qu'il fasse moins de bruit qu'eux et qu'il sache les écouter mieux qu'eux. Donc il a fallu faire un travail sur le Triomphant, considérable dans le domaine de la discrétion acoustique, cela a nécessité dix ans de travail, d'étude et de recherche dans tous les domaines qui ont mobilisé un nombre important d'individus en France pour faire un saut conséquent et s'adapter à la menace du XXIe siècle ».

## Caractéristiques

### Navigation
Le Triomphant est équipé d'un Système global de navigation (SGN) créé par Sagem pour les sous-marins de type SNLE lui permettant de calculer sa position exacte. En janvier 2017, SAFRAN annonce la signature d'un contrat avec la DGA portant sur la modernisation de ce système.

### Propulsion
Le réacteur à eau pressurisée de type K15 de 150 MW construit par TechnicAtome, d'une puissance de 41 500 ch (30 519 kW) et fait tourner une pompe-hélice de plus de 6 m de diamètre. L'autonomie du réacteur est de 6 ans sans recharge de combustible.
Un moteur électrique de secours est alimenté par deux alternateurs-diesels SEMT Pielstick 8PA 4 V 200 SM de 950 ch (700 kW).

### Un armement conventionnel et nucléaire
Le Triomphant disposait à l'origine de 16 missiles stratégiques M45 remplacés en 2015 par 16 missiles stratégiques M51.
Le missile M51 dispose d’une capacité d’emport accrue, pouvant aller jusqu'à près du double de celle du M45, et ce grâce à l'adoption d'un profil de coiffe hydrodynamique trapu complété par un réducteur de traînée aérodynamique. La première version dite M51.1 est armée pour emporter les ogives furtives TN 75 de 110 kt (de 6 à 10 têtes) qui équipent l'actuel M45. À partir de 2016 une version améliorée dite M51.2 sera équipée de nouvelles têtes nucléaires océaniques (TNO) de 100 kt,,. Il est également doté d'une capacité multi-objectifs lui permettant de frapper plusieurs objectifs éloignés grâce à un système d'espacement des têtes intégré à la partie haute du missile.
Alors que les missiles M45 avaient une portée de l'ordre de 6 000 km, les M51 ont des performances balistiques qui leur confèrent une portée supérieure. Pour la version M51.1 la portée maximale bien que tenue secrète, et dépendante du nombre d'ogives embarquées, est estimée à 6 000 km avec une charge de 1 400 kg correspondant à 6 ogives TN75, et 14 000 km avec une seule ogive TN75. Le M51 est capable d'assurer un vol pouvant dépasser 1 000 km d’altitude, avec une précision améliorée par rapport aux missiles M45. Avec la version M51.2 la portée est estimée à 9 000 km avec six charges TNO et la partie haute possède une meilleure aptitude à pénétrer les défenses adverses. Ces caractéristiques permettent aux sous-marins de restreindre leurs zones de patrouille en évitant le goulet du détroit de Gibraltar : l'ouest du golfe du Bengale ou l'Amérique du Nord sont ainsi accessibles depuis la zone de patrouille Atlantique et le continent euro-asiatique depuis l'océan Indien.
Depuis 1972, il y a toujours 24 h/24 et 365 jours/an au moins un SNLE en patrouille qui embarque chacun seize missiles stratégiques dont le lancement ne peut être autorisé que par le président de la République française et qui pourrait détruire 96 cibles avec un effet équivalent à plusieurs centaines de fois les explosions sur Hiroshima et Nagasaki.

## Service actif

### Collision avec le HMS Vanguard
Le 3 ou le 4 février 2009, Le Triomphant et le HMS Vanguard sont « entrés en contact brièvement » alors qu'ils étaient en immersion dans le golfe de Gascogne,. La marine nationale française avait évoqué dans un premier temps la collision avec un conteneur. Les deux SNLE ont été endommagés dans l'accident mais il n'est pas fait état d'avaries sur les installations nucléaires : Le Triomphant aurait heurté par le nez la partie latérale du HMS Vanguard et aurait « ripé » et glissé sur son flanc. Les navires ont rejoint, escortés, leurs bases respectives de l'île Longue et de Faslane. Le Triomphant est placé en cale sèche afin de déterminer l'ampleur des dégâts sur le dôme sonar, le kiosque et la barre de plongée tribord,. Les trois marines de l’OTAN possédant des SNLE ne se communiquent pas les zones de patrouille de ces derniers, bien qu'un accord existerait en ce sens entre l'US Navy et la Royal Navy,. Le ministre de la Défense britannique John Hutton a diligenté une « enquête exhaustive » confiée à Jonathon Band, First Sea Lord de Amirauté.

## Le Triomphantdans l'art
- Michèle Battut, « Le Triomphant » en cale sèche, huile sur toile, Paris, musée national de la Marine.